# تنظیم اجاره
تنظیم اجاره سامانه قوانینی است که از سوی یک دادگاه یا سازمان دولتی با هدف تضمین مقرون به صرفگی مسکن و املاک استیجاری در بازار اجاره مسکن اعمال می‌شود. به‌طور کلی، یک سامانه تنظیم اجاره شامل اینهاست:
- کنترل قیمت، محدودیت‌هایی بر کرایه ای که موجران می‌توانند مطالبه کنند، که نوعاً به آن کنترل کرایه یا پایدارسازی کرایه گفته می‌شود.
- کنترل خلع ید: استانداردهای کدیفای شده که موجر از طریق آن می‌تواند به یک اجاره پایان بدهد
- الزاماتی بر موجر یا مستأجر در خصوص نگهداری مورد نیاز ملک
- سامانه نظارت و اعمال قانون از سوی یک تنظیم کننده و آمبودزمان